# Paro Djaouro Ndjinda
Paro Djaouro Ndjinda est un village de la commune de Tignère situé dans la région de l'Adamaoua et le département du Faro-et-Déo.

## Population
Lors du recensement de 2005, le village comptait 363 personnes, 187 de sexe masculin et 176 de sexe féminin.